# Antiochos 2. af Seleukideriget
Antiochos 2. Theos (ca. 286 f.Kr. – 246 f.Kr.) var konge af det hellenistiske Seleukiderige. Han efterfulgt sin fader Antiochos 1. Soter på den seleukidiske kongetrone i 261 f.Kr. Med hustruen Laodike 1. fik Antiochos bl.a. sønnerne Seleukos 2. Kallinikos og Antiochos Hierax.
Det lykkedes Antiochos 2. at genvinde territorier tabt under faderens regeringstid overfor arvefjenden Ptolemæerriget.